# Daniel Frank (Eishockeyspieler)
Daniel Frank (* 21. März 1994 in Meran) ist ein italienischer Eishockeyspieler, der seit 2013 für den HC Bozen in der Österreichischen Eishockey-Liga spielt.

## Karriere
Frank startete seine Karriere beim HC Meran und wechselte im Jahr 2010 an die österreichische RB Hockey Academy des EC Red Bull Salzburg. In der Saison 2011/12 war er für die U18-Mannschaft des ESV Kaufbeuren aktiv und kehrte 2012 nach Italien zurück, wo er sein Debüt in der ersten Mannschaft des HC Meran Junior in der zweiten Liga gab. In der folgenden Saison wechselte er auf Leihbasis zum HC Bozen, der gerade in die Österreichische Eishockey-Liga aufgestiegen war, und teilte seine Spielzeit zwischen der ersten Mannschaft (die dort den Titel gewann) und der zweiten Mannschaft (die in der Serie B spielte) auf. Im Sommer 2014 wechselte er dauerhaft nach Bozen. In der Saison 2017/18 gewann er erneut die Meisterschaft in der Österreichischen Eishockey-Liga. Am 14. August 2022 wurde er zum neuen Kapitän des HC Bozen ernannt.

### International
Frank nahm im Juniorenbereich an den U18-Weltmeisterschaften 2011 und 2012 sowie den U20-Weltmeisterschaften 2013 und 2014 teil.
Frank ist seit 2016 italienischer Nationalspieler und nahm bisher an den Eishockey-Weltmeisterschaften 2017, 2021 und 2022 in der Top-Division sowie 2024, als er zum besten Spieler seiner Mannschaft gewählt wurde, in der Division I teil. Zudem vertrat er seine Farben bei den Qualifikationsturnieren für die Olympischen Winterspiele in Pyeongchang 2018 und in Peking 2022.

## Erfolge und Auszeichnungen
- 2014 Meister der Österreichischen Eishockey-Liga-Gewinn mit dem HC Bozen
- 2014 Aufstieg in die Division I, Gruppe A, bei der U20-Weltmeisterschaft der Division I, Gruppe B
- 2018 Meister der Österreichischen Eishockey-Liga mit dem HC Bozen